# Episodi di Ginny & Georgia (seconda stagione)
La seconda stagione della serie televisiva Ginny & Georgia, composta da 10 episodi, è stata distribuita sulla piattaforma di streaming Netflix il 5 gennaio 2023.
| nº | Titolo originale                                                   | Titolo italiano                                | Pubblicazione USA | Pubblicazione Italia |
| -- | ------------------------------------------------------------------ | ---------------------------------------------- | ----------------- | -------------------- |
| 1  | Welcome Back, Bitches!                                             | Bentornati str**zetti                          | 5 gennaio 2023    | 5 gennaio 2023       |
| 2  | Why Does Everything Have to Be So Terrible, All the Time, Forever? | Perché tutto deve diventare così terribile?    | 5 gennaio 2023    | 5 gennaio 2023       |
| 3  | What Are You Playing at, Little Girl?                              | Che cosa hai in mente, ragazzina?              | 5 gennaio 2023    | 5 gennaio 2023       |
| 4  | Happy My Birthday to You                                           | Buon mio compleanno a voi                      | 5 gennaio 2023    | 5 gennaio 2023       |
| 5  | Latkes Are Lit                                                     | I latkes sono eccellenti                       | 5 gennaio 2023    | 5 gennaio 2023       |
| 6  | A Very Merry Ginny & Georgia Christmas Special                     | Questo è lo speciale Natale di Ginny e Georgia | 5 gennaio 2023    | 5 gennaio 2023       |
| 7  | Let Us Serenade the Sh*t Out of You                                | Lascia fare a noi tutto il resto               | 5 gennaio 2023    | 5 gennaio 2023       |
| 8  | Hark! Darkness Descends!                                           | Ascolta! L'oscurità scende!                    | 5 gennaio 2023    | 5 gennaio 2023       |
| 9  | Kill Gil                                                           | Prima o poi lo uccido                          | 5 gennaio 2023    | 5 gennaio 2023       |
| 10 | I'm No Cinderella                                                  | Non sono Cenerentola                           | 5 gennaio 2023    | 5 gennaio 2023       |

## Bentornati str**zetti
- Titolo originale: Welcome Back, Bitches!
- Diretto da: James Genn
- Scritto da: Sarah Lampert e Debra J. Fisher

### Trama
È il Giorno del ringraziamento e sono passate due settimane dalla fuga di Ginny e Austin, andati a vivere a casa di Zion. Georgia non vuole darlo a vedere, ma la mancanza dei figli la fa soffrire, soprattutto perché non si sono mai fatti sentire. A preoccuparla è anche la conoscenza di Whit e Patricia Randolph, i genitori di Paul nonché futuri suoceri. Nonostante la cena sia stata apparentemente cordiale, i Randolph disapprovano Georgia come moglie per Paul, reputandola una donna eccessivamente incasinata. Ginny trascorre il Ringraziamento con i nonni, i quali vorrebbero che Zion trovasse una compagna, anche per dare stabilità a nipoti reduci dalla centrifuga-Georgia. Ascoltata di nascosto la conversazione, Ginny inizia a compiere atti di autolesionismo, bruciandosi le parti intime con un accendino. Anche Georgia ha sentito cosa pensano i Randolph di lei e ciò la rende ancora più determinata a dimostrare che si sbagliano sul suo conto.
Siccome nessuna delle due vuole fare il primo passo, Zion agisce come mediatore tra Ginny e Georgia, stabilendo di riportare i figli a Wellsbury in occasione del Friggi-Day, una tradizione familiare di mangiare cibo fritto il Black Friday. Sentita la notizia, Ginny ha un attacco di panico e confessa al padre gli atti di autolesionismo, singhiozzando di non voler tornare da quella che considera la fonte dei suoi problemi. Alla fine però Ginny si vede costretta a rientrare a Wellsbury, restituendo la moto a Marcus. Georgia affronta di petto Ginny, ricordandole che lei è sempre stata al suo fianco, contrariamente a Zion che faceva la bella vita in giro per il mondo. Pur di non far sapere alla madre gli episodi di autolesionismo, Ginny accetta di restare a Wellsbury, impedendo a Zion di riferirle in merito. Jesse sta continuando a mettere insieme i pezzi del puzzle sul matrimonio di Georgia con Anthony Greene. Ginny si riconcilia con Marcus, entrato dalla finestra come ha sempre fatto.

## Perché tutto deve diventare così terribile?
- Titolo originale: Why Does Everything Have to Be So Terrible, All the Time, Forever?
- Diretto da: James Genn
- Scritto da: Danielle Hoover, David Monahan e Sarah Lampert

### Trama
La famiglia Miller cerca di ritrovare una parvenza di normalità, con il ritorno dei figli a scuola e Paul pronto a trasferirsi in pianta stabile a casa loro. Come si aspettava, Ginny è ignorata dal gruppo di Maxine, benché adesso sia Bracia la sua nuova amica del cuore. Paul incarica Georgia di fare breccia nell'altolocato Neighborhood Club, approfittando del defilarsi di Cynthia, impegnata a prendersi cura del marito gravemente malato. Tuttavia, Georgia ha bisogno proprio dell'aiuto di Cynthia per ottenere la raccomandazione che le consentirebbe di entrare nel club. Facendo leva sui vantaggi che Cynthia ricaverebbe dall'essere in credito con la futura first lady di Wellsbury, Georgia sembra incassare l'appoggio della vecchia nemica. Alla fine Ginny si è decisa a dare ascolto a Zion, accettando di andare in terapia dalla Dottoressa Lily, con cui inizia ad affrontare i suoi problemi di autolesionismo. Jesse comunica ad Amber Lynn che sta cercando prove contro Georgia su Anthony Greene.
Come ripicca contro Ginny che si rifiuta di mangiare, nascondendole come passa le giornate con Zion, Georgia le fa sparire il cibo, intimandole di andare a lavorare. Nick vorrebbe che Georgia si licenziasse, essendo diventata pericolosa per Paul dopo la faccenda degli assegni a vuoto, però la donna sottolinea che i loro destini sono intrecciati, dunque una sua caduta avrebbe conseguenze anche per lui. Ginny riesce a riottenere il vecchio lavoro al bistrot, dopo aver lungamente implorato un Joe giustamente risentito per il suo comportamento. Cynthia tradisce Georgia, definendola davanti alle socie del Neighborhood Club del tutto inadatta a entrare a farvi parte, viste le sue innumerevoli mancanze. Ginny e Bracia ottengono due ruoli importanti nello spettacolo della scuola, lasciando Maxine delusa. Marcus si accorge che ci sono dei punti in cui Ginny non vuole essere toccata durante il sesso. Stanca di essere una pedina, Ginny sfida Georgia, servendo a Paul a colazione una bevanda dal colore molto simile a quello della luparia.

## Che cosa hai in mente, ragazzina?
- Titolo originale: What Are You Playing at, Little Girl?
- Diretto da: Audrey Cummings
- Scritto da: Mike Gauyo, Sarah Lampert e Anil K. Foreman

### Trama
Ginny e Georgia sono ai ferri corti, con la ragazza intenzionata ad andare a fondo a tutti gli inganni orditi dalla madre, a cominciare dalle carte di credito intestate ad Austin. Quando Ginny usa una delle carte per comprare un game-boy ad Austin, Georgia avverte la figlia che sta giocando con il fuoco, non rendendosi conto che da madre ha sempre agito per il bene della famiglia. La Dottoressa Lily consegna a Ginny un elastico da usare quando ha la tentazione di farsi del male. Austin è diventato amico di Zach, avendo empatizzato con il difficile momento che sta vivendo in famiglia. Maxine si è accorta che Hunter è ancora innamorato di Ginny, tanto da aver scritto una canzone triste sulla fine della loro storia.
Da quando è stata lasciata da Sophie, Maxine è diventata intrattabile. Abby, non sopportandola più, rompe l'unità del gruppo, invitando Ginny a casa sua e mostrandosi pubblicamente come sua amica. Georgia si accorge che Zach ha problemi di cleptomania, così si offre di aiutare Cynthia a tenerli nascosti in cambio del suo ingresso nel Neighborhood Club. Ginny rilancia la sfida contro sua madre, chiamandola Mary davanti a Paul e mettendola in crisi. Ginny racconta a Marcus che Georgia ha ucciso il suo patrigno Kenny, imponendogli di non dirlo a nessuno. Stanca di un conflitto che la sta logorando, Ginny fa pace con Georgia, promettendosi di tornare unite contro il resto del mondo.

## Buon mio compleanno a voi
- Titolo originale: Happy My Birthday to You
- Diretto da: Audrey Cummings
- Scritto da: Anil K. Foreman, Sarah Lampert e Mike Gauyo

### Trama
Georgia sorprende Marcus in camera di Ginny, facendosi promettere che la loro storia durerà fino al termine del liceo, momento in cui dovrà lasciarla libera. Ginny non si arrabbia con la madre per l'intromissione, anzi le chiede consigli sul sesso orale in cui vorrebbe impratichirsi. Abby propone a Ginny e Marcus, con cui ormai ha fatto comunella, di pubblicizzare la loro amicizia per colpire l'ego di Maxine. Georgia fa pace con Ellen, del cui aiuto ha bisogno per il catering della festa che celebrerà il suo ingresso nel Neighborhood Club, segnando anche il trasloco ufficiale di Paul a casa sua. Georgia chiede a Ginny di essere la sua damigella d'onore al matrimonio.
Abby attira Norah nel nuovo gruppo, assestando un altro colpo a Maxine che sperava di festeggiare con tutt'altro spirito il suo sedicesimo compleanno. Messa davanti alla prospettiva di perdere tutti gli amici, Maxine si vede costretta a rappacificarsi con Ginny, stabilendo di festeggiare il suo compleanno e quello di Marcus tutti insieme a casa Miller. Ginny si riconcilia anche con Hunter, mettendo una pietra sopra il modo brusco in cui si sono lasciati. Tra Joe e Cynthia sembra nascere un'intesa. Nonostante dovrebbe essere felice in questo momento, Ginny telefona alla Dottoressa Lily perché sente forte la tentazione di farsi del male.

## I latkes sono eccellenti
- Titolo originale: Latkes Are Lit
- Diretto da: Danishka Esterhazy
- Scritto da: Kale Futterman, Sarah Lampert e Anil K. Foreman

### Trama
Ginny si domanda come faccia sua madre a gestire quella tensione interiore che la sta divorando. Il segreto probabilmente è il non fermarsi mai, visto che Georgia sta organizzando in contemporanea il suo matrimonio e la festa per l'ingresso nel Neighborhood Club, a cui si è appena aggiunto un evento di beneficenza natalizio. Inoltre, Georgia si assicura la fedeltà di Nick, chiedendogli di essere il suo testimone al matrimonio. Ginny riceve una proposta distensiva dal professor Glitten, il quale vorrebbe che scegliesse un libro da includere tra le letture della classe. Georgia favorisce un incontro tra Paul e Zion per imparare a gestire i rapporti nella famiglia allargata che stanno costruendo, dalla quale non può naturalmente essere escluso il padre di Ginny. Georgia decide che il tema della festa del Neighborhood Club sarà una cena con delitto.
Ginny insiste con Marcus perché si inserisca nel gruppo di amici, ma una battuta di cattivo gusto di Samantha rischia di guastare la serata. Paul si arrabbia con Georgia quando scopre che tiene una pistola in casa, soprattutto perché da sindaco è impegnato in prima linea contro le armi da fuoco. Venuta a sapere che Glitten ha avuto in antipatia Ginny, Georgia medita di farlo licenziare, ma la figlia le impedisce di commettere un errore che si ritorcerebbe contro di lei. Padma ha intuito che Ginny non sta bene psicologicamente, così la convince a leggere una sua poesia in pubblico per liberarsi. Georgia assiste alla declamazione in cui Ginny la biasima per non capire cosa le sta causando il fardello che ha ereditato da lei. Gil Timmins, il padre di Austin, è uscito di prigione e si presenta alla scuola del figlio.

## Questo è lo speciale natale di Ginny e Georgia
- Titolo originale: A Very Merry Ginny & Georgia Christmas Special
- Diretto da: Danishka Esterhazy
- Scritto da: Angela Nissel, Sarah Lampert e Anil K. Foreman.

### Trama
La poesia di Ginny ha gettato nello sconforto Georgia, soprattutto per essersi sentita dare del "mostro". Adesso Georgia è ulteriormente nervosa in vista della cena di Natale, festa che solitamente le mette allegria, considerando che sarà ospite la famiglia di Paul. Sentendosi in colpa per aver ferito la madre, Ginny le propone di andare a fare shopping a Boston; qui conoscono Simone, la donna con cui Zion sta uscendo. Gil è diventato l'idolo della classe di Austin, anche se il bambino non ha detto alla madre che lo sta frequentando. Paul ha consegnato la pistola di Georgia alle autorità, ma ignora che in casa ne è rimasta un'altra. Jesse è in grado di ricollegare Marty, l'avvocato di Georgia, con una banda di biker, i Blood Eyes. Max non si è rassegnata alla fine della storia con Sophie. Marcus parte con la famiglia per il Vermont, consegnando a Ginny il diario della terapia che aveva perso e assicurandole tutto il suo sostegno.
Alla cena della vigilia in casa Miller si sono aggregati all'ultimo minuto Zion e i suoi genitori. La suocera Lynette non perde occasione di rinfacciare a Georgia il non aver accettato l'aiuto che lei e suo marito le avevano offerto per Ginny, condannandola alla vita girovagante che le ha condotte a Wellsbury. Per Georgia è l'ennesimo schiaffo, avendo conferma di essere davvero quel "mostro" descritto da Ginny nella sua poesia. Cynthia non riesce più a nascondere l'attrazione che prova per Joe. La mattina di Natale Gil si presenta a casa di Georgia, assicurandole di essere cambiato e chiedendogli semplicemente di poter fare il padre per Austin. Georgia legge il diario terapeutico di Ginny, scoprendo gli episodi di autolesionismo. Madre e figlia hanno quel confronto emozionato e a cuore aperto di cui avevano bisogno da tanto tempo.

## Lascia fare a noi tutto il resto
- Titolo originale: Let Us Serenade the Sh*t Out of You
- Diretto da: Sharon Lewis
- Scritto da: Danielle Hoover, David Monahan e Sarah Lampert

### Trama
Ginny torna a scuola decisamente rasserenata dopo aver trascorso vacanze natalizie piacevoli, anche se Georgia non perdona a Zion di averle tenuto nascosti i problemi della figlia. Gil chiede a Georgia di poter essere più presente nella vita di Austin, portandolo alla sua prima partita di hockey. Ginny ha scelto Sorella outsider di Audre Lorde come lettura per la classe, venendo incaricata da Gitten di guidare la discussione. Paul non vede di buon occhio il fatto che Georgia permetta a Gil di avere in custodia Austin, venendo supportato in questo da Zion.
Marcus si presenta ubriaco a scuola, preoccupando Ginny perché ultimamente si sta comportando in modo più strano del solito. Georgia partecipa a una seduta di terapia della Dottoressa Lily, ammettendo di aver sacrificato la propria adolescenza affinché la figlia potesse averne una. Ginny esprime il desiderio di poter avere i propri spazi e una madre meno protagonista, ma più attenta alle sue necessità. Cynthia fa la conoscenza di Gil, offrendogli aiuto per trovare casa a Wellsbury. Ginny si ribella a Gitten, annunciandogli che non frequenterà più il suo corso.
Ginny organizza un addio al nubilato a sorpresa per Georgia nel locale di Joe. Quando alla festa fa capolino Jesse, Ginny lo obbliga ad andarsene per non guastare la serata alla madre. Una volta tornate a casa, Georgia si preoccupa nell'apprendere che Austin è con Gil e gli è stato tolto l'orologio, in cui era installato un localizzatore. Nello stesso momento i due rientrano come se nulla fosse successo, ma Georgia non si sente tranquilla e riprende la vecchia pistola nascosta sotto la madia.

## Ascolta! L'oscurità scende!
- Titolo originale: Hark! Darkness Descends!
- Diretto da: Sharon Lewis
- Scritto da: Megan Hartenstein, Jordan Dumbroff e Sarah Lampert

### Trama
Marcus sta nascondendo problemi di depressione, ma il fatto che continui a bere e alcuni disegni strani sul suo taccuino visti da Maxine fanno emergere la verità. Il ragazzo comincia a pensare che la cosa migliore da fare in questa situazione è lasciare Ginny, non volendola trascinare tra i suoi demoni. Paul deve affrontare il malcontento dei genitori per i tagli al budget delle scuole, necessari vista la difficile situazione economica. Georgia lancia l'idea di pubblicizzare sui social le attività locali di Wellsbury, così da far girare un po' di denaro. Incontrando il professor Gitten, Georgia e Zion scoprono che Ginny ha abbandonato il suo corso.
Cynthia si è accorta che Joe prova qualcosa per Georgia, invitandolo a lasciar perdere una donna che finirebbe per fagocitarlo. I compagni di classe di Ginny sfidano Gitten, parlando di Sorella outsider nonostante non sia più nel programma delle letture. Maxine è protagonista di un duetto di successo con Bracia nella recita scolastica. Austin si nasconde nell'armadio della stanza in cui è allettato Tom, il marito di Cynthia, vedendo la madre avvicinarsi all'uomo e staccare le macchine. Ginny ha capito che Marcus non vuole più stare con lei, ma il ragazzo non riesce a rivelarle il motivo per cui la sta lasciando.
Al termine dello spettacolo, Maxine bacia Silver, la compagna del corso di teatro che le faceva il filo da diverso tempo. Proprio adesso che Silver si è fatta avanti con lei, Maxine è invitata da Sophie a un incontro chiarificatore. Quella sera a casa Maxine abbraccia Marcus, avendo capito il male che lo affligge, quando nella via si sente uno sparo.

## Prima o poi lo uccido
- Titolo originale: Kill Gil
- Diretto da: Rose Troche
- Scritto da: Debra J. Fisher, Sarah Lampert e Anil K. Foreman

### Trama
Tre giorni prima dello sparo, Georgia fa capire a Gil che la sua presenza in casa non è gradita, ricordandogli che sa essere pericolosa contro chi percepisce come un nemico. Jesse riassume a Georgia tutti gli elementi raccolti sul suo passato, sentendosi deridere perché non avrebbe in mano nulla di compromettente. Ginny si è iscritta al corso di letteratura frequentato da Marcus e dai suoi amici, percependo di essere sprecata in una classe di studenti più superficiali rispetto a quelli di Gitten. Paul non è ancora riuscito a far accettare il matrimonio con Georgia ai suoi genitori. Dopo aver chiesto a Ginny di tenere un discorso al matrimonio, Georgia le confessa l'ultimo scheletro nell'armadio, l'omicidio del suo primo marito Anthony Greene, anche se afferma si è trattato di un incidente. Ginny sente Marcus dire a Maxine che non è in grado di amarla.
Georgia va in paranoia quando Gil le riferisce di aver parlato con Jesse, accusandola di voler sposare il sindaco solamente per guadagnare quell'aria di donna rispettabile che non avrà mai. Gil inizia a diventare aggressivo quando Georgia gli impedisce di frequentare Austin. Cynthia garantisce a Georgia che farà in modo di impedire a Gil di trovare un appartamento a Wellsbury, in modo da tenerlo lontano. Colpita da questo gesto di amicizia, Georgia va nella stanza di Tom e lo soffoca con il cuscino, poiché nel loro colloquio Cynthia aveva espresso il desiderio che l'agonia del marito avesse fine per il bene suo e di Zach, ignorando Austin nascondo nell'armadio. Joe restituisce a Georgia gli occhiali da sole del loro primo incontro, sperando di recedere ogni residuo legame tra loro. Ginny arriva a casa in lacrime dallo spettacolo perché si è appena lasciata con Marcus.
Gil si presenta per regolare i conti con Georgia, furioso perché la ritiene colpevole di avergli fatto perdere l'appartamento. Austin arriva con la pistola che la madre nascondeva sotto la madia, sparando a Gil al braccio. Georgia medica Gil, ordinando ai figli di ripulire la casa in modo che Paul non scopra cosa è accaduto. Accortasi che nemmeno Wellsbury è più un posto sicuro, Georgia telefona per comunicare che il matrimonio è cancellato. Saputo da Nick che Georgia era presente al momento del decesso di Tom, Jesse telefona alla polizia per denunciare un sospetto omicidio.

## Non sono Cenerentola
- Titolo originale: I'm No Cinderella
- Diretto da: Rose Troche
- Scritto da: Sarah Lampert, Debra J. Fisher e Anil K. Foreman

### Trama
Ginny è entrata nella classica crisi della ragazza appena lasciata. Non pago di quanto accaduto la sera prima, Gil insiste con Georgia nell'accampare i propri diritti su Austin, benché il bambino non voglia più stare con lui. Maxine mette in chiaro con Sophie che la loro rottura è ancora troppo fresca per poter ipotizzare anche solo un'amicizia. Zion si accorge che i ragazzi sono strani, ma lo attribuisce alla rottura tra Ginny e Marcus. Georgia ringrazia Marcus di aver ottemperato alla promessa e lasciato Ginny, ringraziandolo per averla fatta sentire al sicuro. Ginny scopre che Georgia ha annullato il matrimonio, spronandola a non scappare come suo solito, ma restare e affrontare il pericolo. Georgia confessa a Paul tutti i suoi segreti, compreso il fatto che Jesse è un investigatore che sta indagando su di lei. Ginny ha capito le ragioni che hanno indotto Marcus a lasciarla.
Il mattino seguente Paul convoca Georgia in ufficio. Il sindaco ha dato appuntamento anche a Gil per intimargli di andarsene da Wellsbury, altrimenti lo denuncerà e gli farà perdere l'affidamento di Austin. Paul comunica a Georgia che, nonostante razionalmente non dovrebbe sposarla viste le cose che gli ha raccontato, è troppo innamorato di lei per lasciarla andare. Avendo disdetto la location, le nozze hanno luogo in municipio, organizzate grazie al contributo di tutte le persone che Georgia ha aiutato da quando vive a Wellsbury. Dopo aver pronunciato le promesse nuziali, mentre stanno ballando per la prima volta da coppia sposata, la polizia irrompe nella sala accompagnata da Jesse e arresta Georgia per l'omicidio di Tom.